# Paul Whelan
Paul Nicholas Whelan (nacido el 5 de marzo de 1970) es un ex-marine de los Estados Unidos nacido en Canadá con ciudadanía estadounidense, británica, irlandesa y canadiense. Fue arrestado en Rusia el 28 de diciembre de 2018 y acusado de espionaje. El 15 de junio de 2020 recibió una sentencia de 16 años de prisión.

## Carrera profesional
Según una declaración que hizo Whelan en 2013, estuvo en la aplicación de la ley de 1988 a 2000 como oficial de policía en Chelsea (Míchigan) y ayudante del alguacil en el condado de Washtenaw. La policía de Chelsea, sin embargo, dijo que trabajó en roles menores y como oficial a tiempo parcial de 1990 a 1996, mientras que el alguacil del condado de Washtenaw no informó ningún registro de su empleo. Un antiguo colega dijo que fue oficial de patrulla de 1998 a 2000 en el departamento de policía de Keego Harbor.
Fue gerente de TI para la empresa de personal Kelly Services de 2001  a 2003, y luego de 2008 a 2010. De 2010 a 2016, Whelan fue gerente sénior de operaciones y seguridad global de Kelly Services.
Se alistó en la Reserva del Cuerpo de Marines en 1994. Tomó una licencia militar de Kelly Services para servir en la Reserva del Cuerpo de Marines de 2003 a 2008, incluido el servicio en Irak. Ocupó el rango de sargento de personal en el Marine Air Control Group 38 trabajando como empleado administrativo y jefe administrativo, y formó parte de la Operación Libertad Iraquí. Después de una sentencia de consejo de guerra en enero de 2008 por múltiples cargos "relacionados con hurto", fue sentenciado a 60 días de restricción, reducción al pago de grado E-4 y baja por mala conducta. Los cargos específicos en su contra incluían intento de hurto, tres especificaciones de incumplimiento del deber, hacer una declaración oficial falsa, usar indebidamente el número de seguro social de otra persona y diez especificaciones de hacer y emitir cheques sin tener fondos suficientes en su cuenta para  pago. 
Cuando fue arrestado en Rusia, Whelan era director de seguridad e investigaciones globales de BorgWarner, un fabricante internacional de repuestos para automóviles con sede en Míchigan. Su trabajo con Kelly Services y BorgWarner le dio a Whelan contactos con la comunidad de inteligencia de Estados Unidos, agentes federales y embajadas extranjeras.
Whelan viajó a Rusia varias veces desde 2006 y mantuvo una presencia intermitente en un sitio web de redes sociales en ruso, Vkontakte (VK), donde tenía aproximadamente 70 contactos. Ha estudiado ruso pero se comunica en línea usando Google Translate. Whelan apoyó a Donald Trump en las elecciones de 2016 y, tras la victoria de Trump, publicó en ruso Президент Трyмп Вперед!! (¡¡Presidente Trump Adelante!!).
Dijo en una declaración en 2013 que tiene una licenciatura en justicia penal y una maestría en administración de empresas. Tomó cursos en la Universidad del Norte de Míchigan desde el otoño de 1988 hasta el otoño de 1990 sin obtener un título. 

## Arresto en Rusia
El 28 de diciembre de 2018, Whelan fue arrestado en el área de Moscú por el Servicio de Seguridad Federal de Rusia (FSB), que luego confirmó su arresto. El hermano gemelo de Whelan, David, dijo que Whelan llegó a Moscú el 22 de diciembre para asistir a la boda de un excompañero de la Marina en el Hotel Metropol Moscú y para ayudar a los miembros de la familia del novio en su primera visita a Rusia, una país que había visitado muchas veces. Dijo que su hermano planeaba regresar a Míchigan el 6 de enero de 2019, vía San Petersburgo. 
Según MBC Newsdesk, un medio dirigido por el crítico de Putin Mijaíl Jodorkovski, Whelan tenía $ 80,000 en efectivo confiscados temporalmente durante una inspección de aduanas en el aeropuerto de Domodedovo. David dijo que su hermano ingresó a Rusia usando su pasaporte estadounidense. Dijo que su hermano no había estado en contacto con su familia, fue acusado formalmente el 3 de enero de 2019. 
Según la agencia de noticias rusa Rosbalt, Whelan fue detenido en su habitación de hotel en el Metropol mientras finalizaba una larga salida con un ciudadano ruso, quien le entregó una memoria USB que contenía una lista de todos los empleados de una agencia de seguridad clasificada. La publicación independiente Meduza, con sede en Letonia informó que todos los asistentes a la boda se juntaron durante las vacaciones y se sorprendieron por la decisión de Whelan de pasar el día solos. 
La BBC citó a miembros de la familia de Whelan, quienes dijeron que anteriormente se jactaba de conocer a un agente del FSB, y que estaba al tanto de un alijo inusual de detalles personales sobre su amigo, incluida la escuela de entrenamiento de inteligencia a la que asistió (información biográfica generalmente reservada para un muy círculo cerrado). 
Según Whelan, su viejo amigo apareció inesperadamente en el hotel, seguido por las autoridades, quienes luego lo arrestaron. 
Según los abogados de Whelan, no pudieron proporcionar el nombre del amigo ruso de Whelan debido a las normas de confidencialidad rusas, pero la familia de Whelan identificó a la persona como Ilya Yatsenko, a quien el periódico ruso Kommersant describió como un mayor en el Departamento "K" del FSB , que supervisa los delitos económicos rusos. 
Whelan estaba detenido en la prisión Lefortovo de Moscú. A partir de marzo de 2019, compartió una celda con otro preso que no hablaba inglés. 
Antiguos oficiales de la CIA han declarado que la CIA no reclutaría a un oficial con el historial militar de Whelan, ni dejaría expuesto a un oficial sin pasaporte diplomático. Afirman además que el arresto de Whelan está relacionado con las tensiones entre Rusia y Estados Unidos, incluida la detención de la agente extranjera no registrada confesa Maria Butina. El 20 de diciembre de 2018, al discutir el arresto de Butina, el presidente ruso, Vladímir Putin, declaró que Rusia no arrestará a personas inocentes simplemente para intercambiarlas. 
El embajador de Estados Unidos en Rusia, Jon Huntsman, se reunió con Whelan el 2 de enero de 2019, mientras Whelan estaba bajo custodia rusa. Le dijo a la familia de Whelan que Paul estaba en buena salud y de buen humor pero que la familia necesitaba satisfacer todas sus necesidades incidentales además de los alimentos básicos. El secretario de Estado de Estados Unidos, Mike Pompeo, dijo: "Hemos dejado en claro a los rusos nuestra expectativa de que aprenderemos más sobre los cargos, llegaremos a comprender de qué se le acusa y si la detención no es caso, exigiremos su devolución inmediata”. El 4 de enero de 2019, el secretario de Relaciones Exteriores británico Jeremy Huntdijo: "No estamos de acuerdo con que las personas sean utilizadas en juegos de ajedrez diplomáticos... Todos estamos extremadamente preocupados por él y su familia". A partir del 4 de enero, funcionarios consulares británicos e irlandeses buscaban acceso a Whelan. 
El 3 de enero de 2019 el abogado de Whelan, Vladimir Zherebenko, dijo que buscaba su liberación bajo fianza. Dijo que un juicio no comenzaría hasta dentro de al menos seis meses y que agradecería un intercambio de Whelan por Butina. Dijo: "Presumo que es inocente porque, por ahora, no he visto ninguna prueba en su contra que demuestre lo contrario".  Unas semanas más tarde, Zherebenkov dijo que Whelan no estaba al tanto del contenido de la unidad USB y creía que contenía material únicamente de valor personal, como fotografías, videos, cualquier cosa, sobre sus vacaciones anteriores en Rusia. 
El 5 de enero de 2019 el Ministerio de Relaciones Exteriores de Rusia dijo que al día siguiente del arresto de Whelan, Estados Unidos detuvo a un ciudadano ruso, Dmitry Makarenko, en las Islas Marianas del Norte y lo transportó a Florida para enfrentar cargos de exportación no autorizada de equipo de defensa. 

### Condena y sentencia
El 15 de junio de 2020, Whelan fue condenado y sentenciado a 16 años en una prisión rusa por espionaje por un tribunal de Moscú. Sus abogados dijeron que creían que Rusia ahora buscaría un intercambio de prisioneros.
Whelan dijo en la corte que el caso era una farsa para usarlo para influir en los Estados Unidos: "Hemos probado mi inocencia... hemos probado la fabricación. Esta es una política rusa corrupta, grasienta y viscosa, nada más, nada menos".
Whelan estuvo recluido inicialmente en la Colonia Correccional No. 18 bajo la supervisión del Servicio Penitenciario Federal de la Federación Rusa. En diciembre de 2020 estaba recluido en una prisión de alta seguridad, IK-17, ocho horas en coche al sureste de Moscú.

### Campaña para su liberación
Los familiares dijeron que a Whelan le habían dicho que había sido arrestado para ser canjeado por un prisionero ruso en los Estados Unidos, mencionando a Konstantin Yaroshenko (quien fue liberado a cambio del estadounidense Trevor Reed), Viktor Bout o Roman Seleznev. El 27 de julio de 2022 se anunció que el presidente Joe Biden había autorizado un canje por Whelan y la jugadora de la WNBA Brittney Griner, quien fue arrestada en Rusia en febrero por cargos de drogas, a cambio del traficante de armas condenado Víktor But, apodado "El mercader de la muerte". La parte rusa insistió en la liberación adicional de Vadim Krasikov, un asesino que cumple cadena perpetua por asesinato en Alemania. Después de las negociaciones, solo Griner fue intercambiado por Bout el 8 de diciembre de 2022, ya que el Kremlin se había negado a liberar a Whelan y planteó un ultimátum a la administración Biden de liberar a Griner o a nadie.
El hermano de Whelan, David Whelan, aprobó la decisión de "hacer el trato que era posible, en lugar de esperar por uno que no iba a suceder".
La familia de Whelan es parte de la campaña Bring Our Families Home , que aboga por traer a casa a los detenidos y rehenes injustos. La imagen de Whelan aparece en un mural de 4,6 m (15 pies) en Georgetown (Washington D. C.) junto con otros estadounidenses detenidos injustamente en el extranjero.

### Liberación en 2024
El 1 de agosto de 2024 Whelan fue liberado en Ankara en el marco del intercambio de prisioneros ruso-estadounidense llevado a cabo ese año.

## Vida personal
Whelan es ciudadano de Canadá, Estados Unidos, Reino Unido e Irlanda. Su hermano gemelo David atribuyó la adquisición de Paul de las múltiples nacionalidades a "probablemente un interés genealógico más que nada". 
Whelan nació en Ottawa (Canadá) y se crio en parte en el área de Ann Arbor de Míchigan, donde él y su hermano gemelo David se graduaron de la escuela secundaria Huron en 1988. David dijo que la familia no sabía que Paul tenía mala conducta. Además de su hermano gemelo, Paul Whelan tiene un hermano, Andrew, y una hermana, Elizabeth. 
Whelan vivía en Novi (Míchigan) antes de su detención en Rusia.